# Trương Lợi
Trương Lợi (giản thể: 张莉; phồn thể: 張莉; bính âm: Zhāng lì) là diễn viên đóng vai Tiết Bảo Thoa trong bộ phim Hồng lâu mộng 1987 của đạo diễn Vương Phù Lâm.
Trương Lợi nguyên là diễn viên ca múa của Đoàn văn công quân khu Thành Đô, nhờ vai diễn Tiết Bảo Thoa trong phim Hồng lâu mộng mới được biết đến. Sau phim Hồng lâu mộng, năm 1988 Trương Lợi được điều đến công tác tại Trung tâm sản xuất phim của Đài truyền hình trung ương Trung Quốc, tham gia các phim A tinh a tinh, Chiến tranh tháp khúc cùng phim Gia xuân thu với vai diễn Giác Sắc nhưng không tạo được tiếng vang lớn như Hồng lâu mộng.
Năm 1990, sau khi tốt nghiệp Trường Đại học Thâm Quyến, Trương Lợi sang Canada du học. Trong thời gian du học, Trương Lợi có đóng bộ phim Phù Vân. Sau khi tốt nghiệp, Trương Lợi định cư ở Canada và chuyển sang làm kinh doanh.